# Peace TV
Peace TV是一家总部位于阿联酋迪拜的的非盈利性卫星电视台，由印度伊斯兰教学者扎基尔·奈克（英語：Zakir Naik）创办。该台使用英语、乌尔都语、孟加拉语和汉语普通话广播，每天24小时免费播出。节目以宣传伊斯兰教教义为主。
该台于2006年1月21日开播，起初仅有一个英语频道。2009年6月，乌尔都语频道开播；2011年4月22日，孟加拉语频道开播。2015年10月，Peace TV汉语普通话频道开播。

## 概况
据创办人扎基尔·奈克称，Peace TV是一个“寓教于乐（英語：edutainment）”的电视台，节目包括直播、演讲及儿童教育等方面。该台通过卫星覆盖全世界200多个国家和地区，同时通过Livestation在网上免费播出。另外，该台也在美国多个城市通过地面电视播出。扎基尔·奈克所拥有的“伊斯兰研究基金会”（英語：Islamic Research Foundation）对该台进行资助，2009年的资助额为125万英镑。

## 频道
- Peace TV English：英语频道，分为美国版和英国版
- Peace TV Urdu：乌尔都语频道
- Peace TV Bangla：孟加拉语频道
- Peace TV Chinese-Mandarin：汉语普通话频道
- Peace TV Albanian：阿尔巴尼亚语频道（2013年停播）

## 争议
2011年，英国通讯管理局（英語：Office of Communications）在对Peace TV进行调查后，指控其宣扬极端思想。该台曾声称911事件是美国人“自导自演”，并被指宣传反犹主义。而次年该台又因为在节目中宣称“背叛伊斯兰教的人都该被处死”而被英国通讯事务办公室裁定为违规。
2012年，包括Peace TV在内共计二十余家电视台在印度被禁播，印度政府方面称，该台大量播放反印内容，并宣布任何提供这些电视台信号的有线电视业者都将面临处罚。
对于外界的批评，Peace TV称，他们只是在阐释《古兰经》的教义。创始人扎基尔·奈克对该台被印度政府禁播感到不满，并希望禁令能够解除。